# Synodontis rukwaensis
Synodontis rukwaensis е вид лъчеперка от семейство Mochokidae.

## Разпространение
Видът е разпространен в Танзания.